# Vincenzo Desario
Vincenzo Desario (Barletta, 11 giugno 1933 – Roma, 29 novembre 2020) è stato un dirigente d'azienda ed economista italiano, dal 1994 al 2006 direttore generale della Banca d'Italia.

## Biografia
Entrato in Banca d'Italia nel 1959 nei ruoli ispettivi della filiale di Foggia, venne chiamato a Roma nel 1968 dall'allora Governatore Guido Carli. Soprannominato "lo sceriffo" (Corriere 30-11-2020), si è occupato come ispettore della Vigilanza dei principali scandali italiani, dalla Banca Privata Italiana di Michele Sindona all'Italcasse di Giuseppe Arcaini fino al Banco Ambrosiano di Roberto Calvi.  È stato Vice Direttore Generale dal 1993 al 1994 e poi, succedendo a Lamberto Dini, Direttore Generale dal 1994 al 2006 quando, il 2 ottobre, fu sostituito da Fabrizio Saccomanni.
Per oltre due mesi ha ricoperto la carica vacante di Governatore dopo le dimissioni di Antonio Fazio. Al momento di andare in pensione, il nuovo Governatore Mario Draghi, di concerto con il Consiglio superiore dell'Istituto di emissione, lo ha nominato Direttore Generale onorario sottolineando come non fosse "mai stato uomo da compromessi".
È morto a Roma il 29 novembre 2020 all’età di 87 anni.

## Vita privata
Era sposato con Luciana Modonesi da cui ha avuto tre figli: Michele, Gabriella e Davide.